# Lunathyrium bonincola
Lunathyrium bonincola là một loài thực vật có mạch trong họ Woodsiaceae. Loài này được (Nakai) H. Ohba miêu tả khoa học đầu tiên năm 1971.